# Ooh La La
Ooh La La é o quarto e último álbum de estúdio lançado pela banda The Faces em 1973.

## Faixas
| Ooh La La |                           |                                   |         |  |
| N.º       | Título                    | Compositor(es)                    | Duração |  |
| 1.        | "Silicone Grown"          | Stewart, Wood                     | 3:05    |  |
| 2.        | "Cindy Incidentally"      | Stewart, Ronnie Wood              | 3:37    |  |
| 3.        | "Flags and Banners"       | Ronnie Lane, Stewart              | 2:00    |  |
| 4.        | "My Fault"                | McLagan, Stewart, Wood            | 3:05    |  |
| 5.        | "Borstal Boys"            | McLagan, Stewart, Wood            | 2:52    |  |
| 6.        | "Fly in the Ointment"     | Kenney Jones, Lane, McLagan, Wood | 3:49    |  |
| 7.        | "If I'm on the Late Side" | Lane, Stewart                     | 2:36    |  |
| 8.        | "Glad and Sorry"          | Lane                              | 3:04    |  |
| 9.        | "Just Another Honky"      | Lane                              | 3:32    |  |
| 10.       | "Ooh La La"               | Lane, Wood                        | 3:30    |  |

## Integrantes e participações
- Ron Wood - Guitarra/Vocal
- Ronnie Lane - Baixo/Guitarra/Vocal
- Rod Stewart - Vocal
- Ian McLagan - Piano/Órgão
- Kenney Jones - Bateria
- Neemoi "Speedy" Aquaye - Conga (faixa 6)
- Glyn Johns - Produtor